# Цилиндр Венельта

Цилиндр Венельта служит для управления интенсивностью электронного пучка и одновременно работает как электростатическая линза.

Цили́ндр Ве́нельта (или ве́нельт) — промежуточный цилиндрический электрод в электронных пушках, использующих термоэмиссию или автоэмиссию электронов с катода, позволяющий менять интенсивность электронного пучка в электронно-лучевых приборах изменением потенциала на венельте относительно катода. Кроме управления интенсивностью, выполняет роль предварительной фокусировки электронного пучка. Изобретён немецким физиком Артуром Венельтом в 1902—1903 годах и назван в его честь.

## Устройство
Цилиндр Венельта выполнен в виде полого стакана, внутри которого помещён испускающий электроны катод. В центре дна стакана сделано сквозное круглое отверстие диаметром обычно от 0,2 до 1,2 мм (это отверстие также называют апертурой или диафрагмой). Иногда дно цилиндра изготавливают из тугоплавкого металла, например, платиновой или танталовой фольги.

## Принцип действия

Цилиндр Венельта в электронно-лучевой пушке осциллографической трубки или кинескопа:
1 — Катод прямого накала.
2 — Венельт.
3 — Ускоряющий электрод (анод).
— источник напряжения накала.
— напряжение на модуляторе (венельте).
— ускоряющее анодное напряжение.

В результате термоэмиссии электроны покидают катод, и ускоряются в направлении анода, находящегося под высоким положительным напряжением (+1 .. +30 кВ) относительно катода. Электрод Венельта работает по принципу сетки в электровакуумном триоде. Управление интенсивностью выходящего электронного пучка из пушки производится изменением потенциала на венельте относительно катода прямого накала. При увеличении потенциала венельта относительно катода ток пучка увеличивается, при снижении — снижается.
Если напряжение между венельтом и катодом отрицательно (типичные напряжения −200 .. −300 В), то на некотором расстоянии от стакана происходит фокусировка электронного пучка по принципу электростатической линзы.
При некотором достаточно большом отрицательном напряжении на венельте поток электронов становится равным нулю — происходит запирание электронной пушки.

## Применение
Цилиндр Венельта применяется в электронных пушках различных электронно-лучевых приборов, электронных микроскопах, рентгеновских трубках и в других приложениях, где необходим тонкий, хорошо сфокусированный пучок электронов и требуется управление его интенсивностью. Например, в кинескопах и осциллографических электронно-лучевых трубках, индикаторных электронно-лучевых трубках он служит для управления яркостью светящегося следа, формируемого на люминофорном экране. В этих приборах венельт часто называют модулятором, иногда — управляющим электродом электронной пушки.